# Rogelio Famatid
Rogelio Famatid (ur. 9 grudnia 1943 w Iloilo) – filipiński zapaśnik walczący w obu stylach. Dwukrotny olimpijczyk. Zajął czternaste miejsce w Meksyku 1968 w stylu wolnym i 24. miejsce w Monachium 1972 w stylu klasycznym. Walczył w kategorii do 57 kg.

## Letnie Igrzyska Olimpijskie 1968
| Konkurencja      | Rundy eliminacyjne     | Klas. końcowa |
| Konkurencja      | Przeciwnik I           | Miejsce       |
| ---------------- | ---------------------- | ------------- |
| 57 kg styl wolny | Herb Singerman (CAN) P | 14.           |

## Letnie Igrzyska Olimpijskie 1972
| Konkurencja          | Rundy eliminacyjne | Rundy eliminacyjne     | Klas. końcowa |
| Konkurencja          | Przeciwnik I       | Przeciwnik I           | Miejsce       |
| -------------------- | ------------------ | ---------------------- | ------------- |
| 57 kg styl klasyczny | Ion Baciu (ROM) P  | Ikuei Yamamoto (JPN) P | 24.           |